# Marek II Ksylokarawes
Marek II, gr. Μάρκος Β΄ Ξυλοκαράβης – ekumeniczny patriarcha Konstantynopola w latach 1465–1466.

## Życiorys
Sprawował funkcję patriarchy prawdopodobnie między jesienią 1465 a jesienią 1466. Wcześniej w 1464 był wybrany metropolitą Adrianopola. W 1466 z inicjatywy Jerzego Amirutzesa został odsunięty od władzy. Za łapówkę 2000 sztuk złota nowym patriarchą Konstantynopola w jego miejsce został Symeon I z Trapezuntu. Marek został arcybiskupem Ochrydy. Data jego śmierci nie jest znana.